# Dammtjärnen (Järnskogs socken, Värmland)
Dammtjärnen är en sjö i Eda kommun i Värmland och ingår i Göta älvs huvudavrinningsområde.